# Otisk zařízení
Otisk zařízení (anglicky device fingerprint) je informace o technickém zařízení, která slouží k jeho identifikaci. Jde o obdobu otisku prstu v daktyloskopii. V tomto případě však slouží k identifikaci informace o nastavení zařízení, která je (byť pouze neeticky) tajně využívána. Zdrojem je například zranitelnost internetového prohlížeče. Samotné vykreslování (HTML5 canvas) totiž umožňuje získat takovou informaci a umožnit sledování. K takovému sledování také dochází a to i přes odmítnutí, a tím porušování GDPR. Odmítnutí HTTP cookie tak nestačí.